# Mount Gorecki
Mount Gorecki är ett berg i Antarktis. Det ligger i Västantarktis. Argentina, Chile och Storbritannien gör anspråk på området. Toppen på Mount Gorecki är 1 110 meter över havet.
Terrängen runt Mount Gorecki är platt åt sydost, men åt nordväst är den kuperad. Gorecki är den högsta punkten i trakten. Trakten är obefolkad. Det finns inga samhällen i närheten. 